# Folkets hus, Örebro

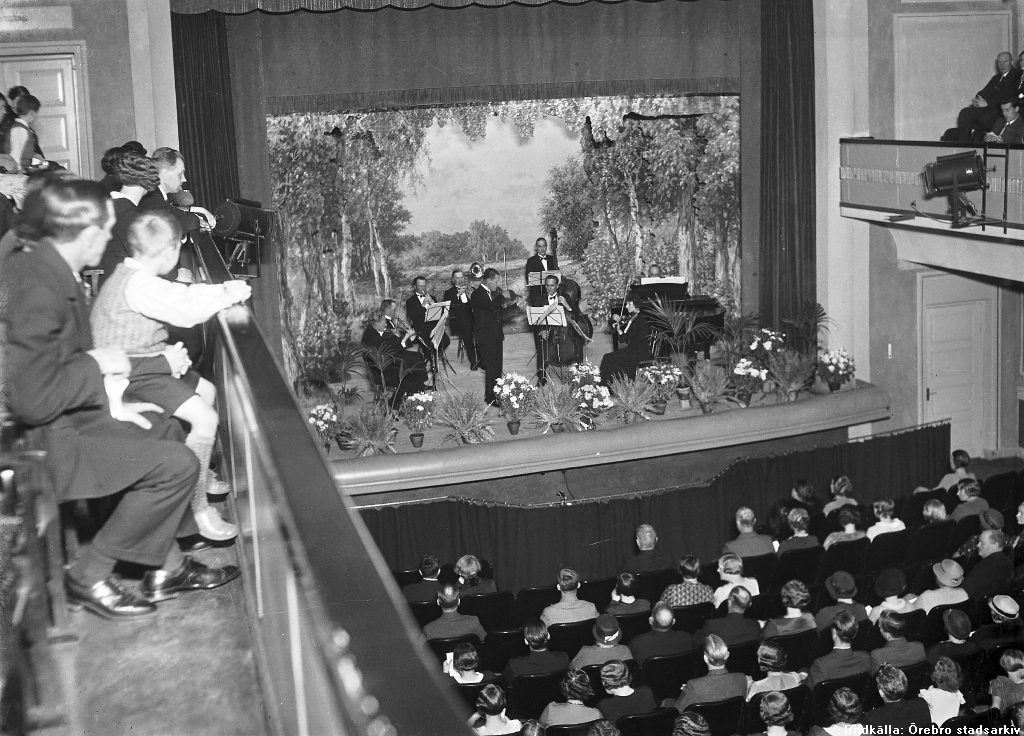
Huvudsalongen i Folkets hus på 1940-talet.

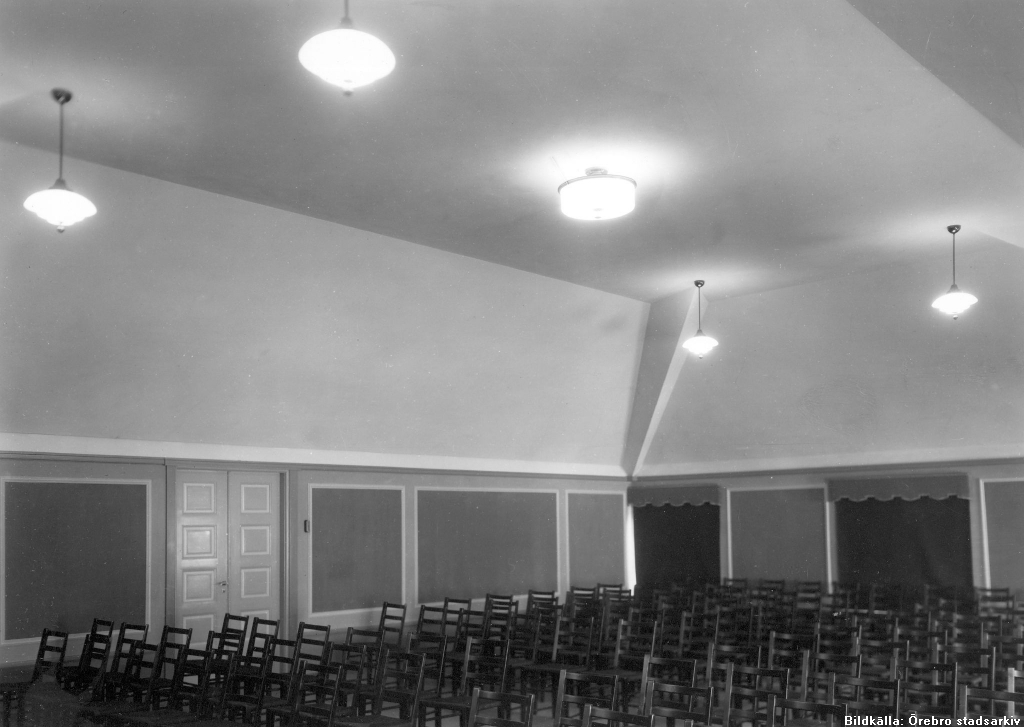
En av mötessalarna i Folkets hus.

Folkets hus i Örebro är beläget vid Järnvägsgatan 8. Det är byggt år 1928. Arkitekt var Joel Lundeqvist. År 1965, när Medborgarhuset stod färdigt, flyttade alla funktioner dit. Därefter hade Örebro folkhögskola sina lokaler i byggnaden under många år. I dag (2009) används huset som kulturhus, främst inriktat mot ungdomar.
Planerna på ett Folkets hus i Örebro började ta form redan i slutet av 1800-talet, och år 1899 bildades den första Folkets hus-föreningen. Olika planer och projekt fanns, men de resulterade inte i någon ny byggnad. Den andra Folkets hus-föreningen bildades i början av 1920-talet, och genom andelsteckning och donationer kunde man samla ett betydligt kapital. Huset kom att byggas i rask takt. Grundstenen lades den 11 februari 1928, och huset kunde invigas den 23 december 1928.
A-salen är utformad som en teater och kallades också Nya teatern. Salen hade även ett fullständigt biografmaskineri, och kunde därför utnyttjas som biograf. I salongen finns väggmålningar utförda av Gunnar Torhamn. Nya teatern kom att tjäna som Örebros huvudsakliga teater från 1936, då Örebro Teater slutade användas, fram till 1965, då Medborgarhuset stod klart. Som teaterlokal hade A-salen stora brister, framför allt när det gällde scenutrymme och loger.
I övrigt fanns i huset salar och sammanträdesrum benämnda B, C, D, E och F. I huset fanns även expeditioner för olika fackföreningar.
Efter att teater och fackföreningar lämnat huset under 1965, bjöds det ut till försäljning. Landstinget köpte fastigheten samma år som lokal för Kävesta folkhögskolas filial i Örebro.
Nya teatern är även namnet på den teaterförening (bildad 1982 som från början hette Örebro amatörteaterförening) som tidvis haft lokaler i huset.
Idag heter Örebros Folkets hus Kulturhuset och disponeras av Föreningen Scenit. Målet är att vara en mötesplats för kultur- och nöjesarrangemang. I föreningens styrelse sitter representanter från olika studieförbund. Föreningen stöds av Örebro kommun och Region Örebro län.

### Webbkällor
- Scenits / Kulturhusets hemsida